# Лугово (Тверская область)
Лугово — деревня в Пеновском районе Тверской области.

## География
Находится в западной части Тверской области на расстоянии приблизительно 27 км на запад-северо-запад по прямой от железнодорожной станции Пено на западном берегу озера Долгое.

## История
Деревня была показана на карте 1825 года. В 1859 году здесь было учтено 8 дворов, в 1939 — 30. До 2020 года входила в Ворошиловское сельское поселение Пеновского района до их упразднения.

## Население
Численность населения: 74 человека (1859 год), 23 (русские 100 %) 2002 году, 8 в 2010.